# 馬場駅 (香港)
座標: 北緯22度23分59.5秒 東経114度12分9.86秒 / 北緯22.399861度 東経114.2027389度
馬場駅（ばじょうえき、マーチョンえき、Racecourse Station）は香港新界沙田区にある香港鉄路（港鉄 MTR）東鉄線馬場支線の駅（臨時駅）である。

## 概要
- 東鉄線の他駅と異なり、沙田競馬場のグランドスタンドが開放される競馬開催期間、または特定なイベント開催時のみの営業である。また、全出入口が競馬場と直結しているため、競馬開催期間中は駅全体が競馬場の一部として取り扱われた。なお、競馬場の中央部に位置するペンフォールドパークの出入口は競馬場とは別に設置されているため、馬場駅から利用することができない。
- 馬場駅の営業日以外の沙田競馬場への最寄り駅は火炭駅となる。
- また旅遊票などフリーパスは当駅はエリアの対象外となり、利用の際は乗車駅からの全区間の運賃が必要となる。

## 駅構造
- 島式ホーム1面2線の地上駅（橋上駅舎）。

| C 大堂   | 大堂 | 出口、乗客窓口、沙田競馬場の観覧席 |
| C 大堂   | 歩道橋 | ホームとコンコースを結ぶ歩道橋     |
| P ホーム | ➊番線 | ■東鉄線                            |
| P ホーム | 島式ホーム 1番線 金鐘行きの列車は左側の扉が、羅湖／落馬洲行きの列車は右側の扉が開く 2番線 金鐘行きの列車は右側の扉が、羅湖／落馬洲行きの列車は左側の扉が開く |                                    |
| P ホーム | ➋番線 | ■東鉄線                            |

## 駅周辺
- 沙田競馬場 - 駅名の由来。
- 何東楼車両基地

## 歴史
- 1978年10月7日 - 開業。

## 隣の駅
香港鉄路
■東鉄線馬場支線
沙田駅 - 馬場駅 - 大学駅